# Episodi di VR Troopers (seconda stagione)
La seconda stagione della serie televisiva VR Troopers è stata trasmessa in anteprima negli Stati Uniti d'America in syndication tra l'11 settembre 1995 e il 21 febbraio 1996.
| nº | Titolo originale                           | Titolo italiano | Prima TV USA      | Prima TV Italia |
| -- | ------------------------------------------ | --------------- | ----------------- | --------------- |
| 1  | Mutant Mutiny                              |                 | 11 settembre 1995 |                 |
| 2  | Trooper out of Time                        |                 | 12 settembre 1995 |                 |
| 3  | Secret Power                               |                 | 13 settembre 1995 |                 |
| 4  | Quest for Power (Part 1)                   |                 | 18 settembre 1995 |                 |
| 5  | Quest for Power (Part 2)                   |                 | 19 settembre 1995 |                 |
| 6  | Quest for Power (Part 3)                   |                 | 20 settembre 1995 |                 |
| 7  | Quest for Power (Part 4)                   |                 | 21 settembre 1995 |                 |
| 8  | Quest for Power (Part 5)                   |                 | 20 settembre 1995 |                 |
| 9  | Fashion Victims                            |                 | 25 settembre 1995 |                 |
| 10 | Game Over                                  |                 | 26 settembre 1995 |                 |
| 11 | Watered Down                               |                 | 27 settembre 1995 |                 |
| 12 | The Negative Factor                        |                 | 2 ottobre 1995    |                 |
| 13 | Kaitlin Through the Looking Glass (Part 1) |                 | 3 ottobre 1995    |                 |
| 14 | Kaitlin Through the Looking Glass (Part 2) |                 | 4 ottobre 1995    |                 |
| 15 | Kaitlin Goes Hollywood                     |                 | 9 ottobre 1995    |                 |
| 16 | Grimlord Takes Root                        |                 | ottobre 1995      |                 |
| 17 | The Disk                                   |                 | 11 ottobre 1995   |                 |
| 18 | Virtual Venom                              |                 | 16 ottobre 1995   |                 |
| 19 | New World Order                            |                 | ottobre 1995      |                 |
| 20 | Grimlord's Children                        |                 | 18 ottobre 1995   |                 |
| 21 | The Millennium Sabre                       |                 | gennaio 1995      |                 |
| 22 | Grimlord's Dark Secret (Part 1)            |                 | 2 novembre 1995   |                 |
| 23 | Grimlord's Dark Secret (Part 2)            |                 | 3 novembre 1995   |                 |
| 24 | On the Wrong Track                         |                 | 6 novembre 1995   |                 |
| 25 | Forward into the Past                      |                 | 7 novembre 1995   |                 |
| 26 | Into Oraclon's Web                         |                 | 8 novembre 1995   |                 |
| 27 | Santa's Secret Trooper                     |                 | 13 novembre 1995  |                 |
| 28 | The Carmeeka Invasion                      |                 | 14 novembre 1995  |                 |
| 29 | Dream Battle                               |                 | 15 novembre 1995  |                 |
| 30 | A Hard Day's Mutant                        |                 | 20 novembre 1995  |                 |
| 31 | Magnetic Attraction                        |                 | gennaio 1995      |                 |
| 32 | Get Me to the Lab on Time                  |                 | 27 novembre 1995  |                 |
| 33 | Grimlord's Big Breakout                    |                 | 28 novembre 1995  |                 |
| 34 | Field and Scream                           |                 | 5 febbraio 1996   |                 |
| 35 | The Duplitron Dilemma                      |                 | 6 febbraio 1996   |                 |
| 36 | Despera Strikes Back                       |                 | 7 febbraio 1996   |                 |
| 37 | The Ghost of Cross World Forest            |                 | gennaio 1995      |                 |
| 38 | Grimlord's Dummy                           |                 | 13 febbraio 1996  |                 |
| 39 | Time Out                                   |                 | 20 febbraio 1996  |                 |
| 40 | Galileo's New Memory                       |                 | 21 febbraio 1996  |                 |